# Prosopocoilus tarsalis
Prosopocoilus tarsalis es una especie de coleóptero de la familia Lucanidae. Presenta las siguientes subespecies:
- Prosopocoilus tarsalis christophei
- Prosopocoilus tarsalis feai
- Prosopocoilus tarsalis tarsalis
- Prosopocoilus tarsalis trichopezus

## Distribución geográfica
Habita en Java (Indonesia).